# Gauliga Baden
La Gauliga Baden fue la liga de fútbol más importante de la región de Baden en la Alemania Nazi de 1933 a 1945.

## Historia
La liga fue introducida en 1933 por la Oficina Nazi de Deportes luego de que el régimen Nazi tomara el control de Alemania en reemplazo de la Bezirksliga.
En su primera temporada la liga constaba de 10 equipos, enfrentándose todos contra todos a visita recíproca, en la que el campeón clasificaba para el campeonato nacional y los dos últimos de la tabla descendían de categoría.
En la temporada 1941/42 la liga se dividió en grupos Norte y Sur con seis equipos cada uno y los cuatro mejores clasificaban a la fase final. En la temporada siguiente se decide regresar al formato original de 10 equipos.
El inminente colapso de Alemania Nazi en 1945 afectó gravemente al sistema de Gauliga, desapareciendo en enero de 1945 y con el fin de la era Nazi, las Gauligas dejaron de existir y la región de Baden pasa a ser uno de los territorios ocupados por las fuerzas aliadas, el norte pasa a ser de Francia y el sur de Estados Unidos.
La mitad de la parte norte de la región pronto formaría la Oberliga Sud y el sur formaría la Oberliga Sudwest.

## Equipos fundadores
Estos fueron los 10 equipos que participaron en la primera temporada de la liga:
| - SV Waldhof Mannheim - VfR Mannheim - Freiburger FC - Phönix Karlsruhe - 1. FC Pforzheim | - Karlsruher FV - VfL Neckarau - VfB Mühlburg - Germania Brötzingen - SC Freiburg |

## Ediciones
Los campeones y finalistas de cada temporada:
| Temporada | Campeón             | Finalista        |
| --------- | ------------------- | ---------------- |
| 1933–34   | SV Waldhof Mannheim | VfR Mannheim     |
| 1934–35   | VfR Mannheim        | Phönix Karlsruhe |
| 1935–36   | SV Waldhof Mannheim | 1. FC Pforzheim  |
| 1936–37   | SV Waldhof Mannheim | VfR Mannheim     |
| 1937–38   | VfR Mannheim        | 1. FC Pforzheim  |
| 1938–39   | VfR Mannheim        | 1. FC Pforzheim  |
| 1939–40   | SV Waldhof Mannheim | VfB Mühlburg     |
| 1940–41   | VfL Neckarau        | VfB Mühlburg     |
| 1941–42   | SV Waldhof Mannheim | VfB Mühlburg     |
| 1942–43   | VfR Mannheim        | VfTuR Feudenheim |
| 1943–44   | VfR Mannheim        | VfB Mühlburg     |

## Posiciones finales por temporada
Lista completa de los participantes de la liga por temporada:
| Club                   | 1934 | 1935 | 1936 | 1937 | 1938 | 1939 | 1940 | 1941 | 1942 | 1943 | 1944 |
| ---------------------- | ---- | ---- | ---- | ---- | ---- | ---- | ---- | ---- | ---- | ---- | ---- |
| SV Waldhof Mannheim    | 1    | 4    | 1    | 1    | 3    | 4    | 1    | 3    | 1    | 3    | 5    |
| VfR Mannheim           | 2    | 1    | 4    | 2    | 1    | 1    | 2    | 4    | 4    | 1    | 1    |
| Freiburger FC          | 3    | 6    | 8    | 4    | 5    | 3    | 1    | 5    | 2    | 6    | 1    |
| Phönix Karlsruhe 1     | 4    | 2    | 10   |      | 6    | 7    | 4    | 6    | 5    | 10   |      |
| 1. FC Pforzheim        | 5    | 7    | 2    | 3    | 2    | 2    | 3    | 8    | 3    | 5    | 3    |
| Karlsruher FV          | 6    | 8    | 3    | 9    |      | 6    | 5    | 9    |      |      | 5    |
| VfL Neckarau           | 7    | 3    | 5    | 6    | 4    | 8    | 4    | 1    | 2    | 8    | 4    |
| VfB Mühlburg           | 8    | 5    | 6    | 5    | 8    | 5    | 1    | 2    | 1    | 4    | 1    |
| Germania Brötzingen    | 9    |      | 6    | 7    | 10   |      |      |      |      |      |      |
| SC Freiburg            | 10   |      |      |      |      |      | 2    |      | 6    |      | 6    |
| Germania Karlsdorf     |      | 9    |      |      |      |      |      |      |      |      |      |
| FC Mannheim 08         |      | 10   |      |      |      |      |      |      |      |      |      |
| Amicitia Viernheim     |      |      | 9    |      |      |      | 5    |      |      |      |      |
| SV Sandhofen           |      |      |      | 8    | 7    | 9    | 3    | 7    | 3    |      |      |
| FC Rastatt 04          |      |      |      | 10   |      |      | 6    |      | 4    | 9    | 2    |
| Kehler FV              |      |      |      |      | 9    |      |      |      |      |      |      |
| Offenburger FV         |      |      |      |      |      | 10   | 2    |      |      |      |      |
| SGK Heidelberg         |      |      |      |      |      |      | 6    |      |      |      |      |
| FC Birkenfeld          |      |      |      |      |      |      | 2    | 10   |      |      |      |
| VfR Achern             |      |      |      |      |      |      | 1    |      |      |      |      |
| FV Lahr                |      |      |      |      |      |      | 3    |      |      |      |      |
| Jahn Offenburg         |      |      |      |      |      |      | 4    |      |      |      |      |
| FC Gutach              |      |      |      |      |      |      | 3    |      |      |      |      |
| FV Emmendingen         |      |      |      |      |      |      | 4    |      |      |      | 4    |
| FC Waldkirch           |      |      |      |      |      |      | 5    |      |      |      |      |
| VfTuR Feudenheim       |      |      |      |      |      |      |      |      | 5    | 2    | 3    |
| SG Plankstadt          |      |      |      |      |      |      |      |      | 6    |      |      |
| FV Daxlanden           |      |      |      |      |      |      |      |      |      | 7    | 6    |
| SC Käfertal            |      |      |      |      |      |      |      |      |      |      | 2    |
| KSG Walldorf           |      |      |      |      |      |      |      |      |      |      | 6    |
| VfR Pforzheim          |      |      |      |      |      |      |      |      |      |      | 4    |
| KSG Karlsruhe 1        |      |      |      |      |      |      |      |      |      |      | 7    |
| Luftwaffen SV Freiburg |      |      |      |      |      |      |      |      |      |      | 2    |
| SpVgg Wiehre           |      |      |      |      |      |      |      |      |      |      | 3    |
| Kickers Haslach        |      |      |      |      |      |      |      |      |      |      | 5    |

- 1 En 1943, el Phönix Karlsruhe y el Germania Durlach se fusionan para hacer al KSG Karlsruhe.